# Леві Сманс
Ле́ві Сманс (нід. Levi Smans; нар. 25 березня 2003, Гертен) — нідерландський футболіст, півзахисник клубу «Геренвен».

## Клубна кар'єра

### «ВВВ-Венло»
Виступав за молодіжні команди клубів ВГГ та «ВВВ-Венло». 13 серпня 2021 року дебютував в основному складі «ВВВ-Венло» в матчі Еерстедивізі проти клубу Осс. 5 вересня того ж року в поєдинку проти «Дордрехта» забив свій перший гол у професіональній кар'єрі, принісши перемогу команді (1–0). 15 листопада 2021 року підписав «ВВВ-Венло» свій перший професіональний контракт, що розрахований до 2025 року. В своєму дебютному сезоні провів 21 матч, відзначившись одним голом, та в підсумку отримав нагороду Яна Классенса, яка щорічно вручається найкращому вихованцю академії «ВВВ-Венло».
За підсумками сезону 2023–24 отримав нагороду «Бронзовий щит» як найкращий талант року в Еерстедивізі.

### «Геренвен»
24 травня 2024 року перейшов в клуб Ередивізі «Геренвен», підписавши чотирирічний контракт. 11 серпня 2024 року дебютував за нову команду в матчі Ередивізі проти «Аякса», вийшовши на заміну Еспену ван Е. 29 жовтня в поєдинку Кубка Нідерландів проти «Ейсселмірвогелса» забив свій перший гол за «Геренвен», що виявився переможним (3–2). 29 листопада 2024 року в матчі проти «Валвейка» вперше відзначився голом в Ередивізі.

## Статистика виступів
Станом на 9 серпня 2025 
| Клуб              | Сезон             | Чемпіонат         | Чемпіонат | Чемпіонат | Кубок | Кубок | Інші  | Інші | Всього | Всього |
| Клуб              | Сезон             | Дивізіон          | Матчі     | Голи      | Матчі | Голи  | Матчі | Голи | Матчі  | Голи   |
| ----------------- | ----------------- | ----------------- | --------- | --------- | ----- | ----- | ----- | ---- | ------ | ------ |
| ВВВ-Венло         | 2021–22           | Еерстедивізі      | 20        | 1         | 1     | 0     | —     | —    | 21     | 1      |
| ВВВ-Венло         | 2022–23           | Еерстедивізі      | 13        | 0         | 1     | 0     | 2     | 0    | 16     | 0      |
| ВВВ-Венло         | 2023–24           | Еерстедивізі      | 35        | 9         | 1     | 0     | —     | —    | 36     | 9      |
| ВВВ-Венло         | Всього            | Всього            | 68        | 10        | 3     | 0     | 2     | 0    | 73     | 10     |
| Геренвен          | 2024–25           | Ередивізі         | 33        | 3         | 3     | 1     | —     | —    | 36     | 4      |
| Геренвен          | 2025–26           | Ередивізі         | 1         | 0         | 0     | 0     | —     | —    | 1      | 0      |
| Геренвен          | Всього            | Всього            | 34        | 3         | 3     | 1     | 0     | 0    | 37     | 4      |
| Всього за кар'єру | Всього за кар'єру | Всього за кар'єру | 102       | 13        | 6     | 1     | 2     | 0    | 109    | 14     |

1. ↑  Матчі плей-оф підвищення до Ередивізі

## Досягнення
Особисті
- Нагорода Яна Классенса: 2021–22
- Талант сезону в Еерстедивізі: 2023–24[19]